# Гротгус
Гротгус — фамилия и курляндский баронский род.
Происходит из Вестфалии. Отто фон Гротгус, первый упоминаемый в Прибалтийском крае, владел поместьями в начале XVI в. Отто Гротгус был посланником ордена в Москве (1554).
Род Гротгус внесен в дворянские матрикулы Курляндской и Лифляндской губерний и в VI и III части родословной книги Минской и Тверской губерний. Определением Правительствующего Сената, от 28 февраля 1862 года, за курляндской дворянской фамилией фон Гротус (Гротгус) признан баронский титул.

## Описание герба
В серебряном поле чёрная укороченная опрокинутая городская стена о четырёх зубцах в правую перевязь.
На щите дворянский коронованный шлем. Нашлемник: между серебряными орлиными крыльями, в открытый лет, стена, что и на щите. Намёт на щите чёрный, подложенный серебром.

## Представители фамилии
- Барон Христиан Иоганн Дитрих фон Гротгус или Теодор фон Гроттус (1785—1822) — физик и химик.
- Гротгус, Евгений Васильевич — Георгиевский кавалер; полковник; № 6467; 5 декабря 1841.
- Гротгус, Теодор Теодорович — Георгиевский кавалер; подполковник; № 9740; 26 ноября 1855.
- Гротгус, Яков Васильевич — Георгиевский кавалер; подполковник; № 2536 (1169); 3 января 1813.
- Гротгус, Василий Дмитриевич (1820 — 27 января 1892) — генерал-майор Российской Императорской Армии.